# Fédération luxembourgeoise de football
Pour les articles homonymes, voir FLF.
La Fédération luxembourgeoise de football (FLF) est une association regroupant les clubs de football du Luxembourg et organisant les compétitions nationales et les matchs internationaux de la sélection du Luxembourg.
La fédération nationale du Luxembourg est fondée en 1908. Elle est affiliée à la FIFA depuis 1910 et est membre de l'UEFA depuis sa création en 1954.

## Identité

### Logos

Logo jusqu'en 2024.
Logo depuis 2024.